# Бычков, Юрий Александрович
Юрий Александрович Бычков (1 сентября 1931, Лопасня, Московская область — 18 апреля 2016, Москва, Россия) — советский и российский искусствовед, член Союза художников. Автор идеи, первооткрыватель туристского «Золотого кольца» (экспозиция и цикл очерков в «Советской культуре», 1967).. Директор Государственного литературно-мемориального музея-заповедника А. П. Чехова «Мелихово» в 1994—2004 годах.

## Биография
Окончил лопасненскую среднюю школу, Московский авиационный институт.
С начала 1960-х работал в газете «Советская культура» в отделе изобразительного искусства; публиковал искусствоведческие и литературоведческие статьи и очерки в газетах и журналах.
Один из создателей ВООПиК (Всероссийского общества охраны памятников истории и культуры), его почётный член.
С 1974 по 1977 год — заведующий редакцией эстетического воспитания молодёжи издательства «Молодая гвардия»; учредитель и ведущий серии «Мастера искусств — молодёжи». С 1977 по 1979 год – в журнале «Юный художник».
В 1983 году утверждён главным редактором издательства «Искусство»; в 1984—1994 — главный редактор газеты «Московский художник».
В 1994—2004 — директор мемориального музея-заповедника А. П. Чехова в Мелихове. В 2000 году организовал и успешно провёл Первый международный театральный фестиваль «Мелиховская весна».
Автор пьес, которые ставились академическими и молодёжными театрами России, Украины и Японии.
Член Союза художников СССР (с 1974); Союза театральных деятелей.
Умер в Москве 18 апреля 2016 года.
Похоронен на Ховринском кладбище Мытищинского района Московской области.